# Rioverde
Rioverde là một đô thị thuộc bang San Luis Potosí, México. Năm 2005, dân số của đô thị này là 85945 người.